# 南台 (中野区)
南台（みなみだい）は、東京都中野区の地名。住居表示実施済み。現行行政地名は南台一丁目から南台五丁目。住居表示実施済区域。

## 地理
中野区の最南部に位置する。地域の東部は渋谷区本町に接する。南部は渋谷区笹塚と幡ヶ谷に接する。北部は方南通りに接し、弥生町との境になっている。西部は杉並区方南に接している。主に住宅地として利用されている。

### 地価
住宅地の地価は、2025年（令和7年）1月1日の公示地価によれば、南台3-18-5の地点で74万7000円/m2となっている。

## 歴史
- 1967年（昭和42年）6月1日 - 住居表示が実施された。
  - 南台一丁目 - 栄町通一丁目の一部・新山通一丁目の一部
  - 南台二丁目 - 栄町通二丁目の一部・新山通一丁目の一部・前原町
  - 南台三丁目 - 栄町通二丁目の一部・栄町通三丁目の一部・多田町
  - 南台四丁目 - 新山通二丁目・新山通三丁目・新山通一丁目の一部・多田町の一部・八島町の一部
  - 南台五丁目 - 栄町通三丁目の一部・八島町の一部・雑色町

## 世帯数と人口
2023年（令和5年）1月1日現在（東京都発表）の世帯数と人口は以下の通りである。
| 丁目       | 世帯数     | 人口     |
| ---------- | ---------- | -------- |
| 南台一丁目 | 826世帯    | 1,316人  |
| 南台二丁目 | 3,273世帯  | 5,367人  |
| 南台三丁目 | 3,096世帯  | 5,429人  |
| 南台四丁目 | 2,692世帯  | 4,391人  |
| 南台五丁目 | 2,570世帯  | 4,138人  |
| 計         | 12,457世帯 | 20,641人 |

### 人口の変遷
国勢調査による人口の推移。
| 年                 | 人口   |
| ------------------ | ------ |
| 1995年（平成7年）  | 18,937 |
| 2000年（平成12年） | 19,205 |
| 2005年（平成17年） | 19,558 |
| 2010年（平成22年） | 19,520 |
| 2015年（平成27年） | 20,217 |
| 2020年（令和2年）  | 21,500 |

### 世帯数の変遷
国勢調査による世帯数の推移。
| 年                 | 世帯数 |
| ------------------ | ------ |
| 1995年（平成7年）  | 9,221  |
| 2000年（平成12年） | 9,917  |
| 2005年（平成17年） | 10,396 |
| 2010年（平成22年） | 10,911 |
| 2015年（平成27年） | 11,500 |
| 2020年（令和2年）  | 12,610 |

## 学区
区立小・中学校に通う場合、学区は以下の通りとなる（2024年4月現在）。
| 丁目       | 番地 | 小学校                 | 中学校               |
| ---------- | ---- | ---------------------- | -------------------- |
| 南台一丁目 | 全域 | 中野区立みなみの小学校 | 中野区立南中野中学校 |
| 南台二丁目 | 全域 | 中野区立みなみの小学校 | 中野区立南中野中学校 |
| 南台三丁目 | 全域 | 中野区立南台小学校     | 中野区立南中野中学校 |
| 南台四丁目 | 全域 | 中野区立南台小学校     | 中野区立南中野中学校 |
| 南台五丁目 | 全域 | 中野区立南台小学校     | 中野区立南中野中学校 |

## 交通
町域内には鉄道駅はないが、東京メトロ丸ノ内線の方南町駅・中野富士見町駅・中野新橋駅、京王線（京王新線）の幡ヶ谷駅・笹塚駅が利用可能な範囲にある。方南通りや中野通り沿いにバスの便も多く、駅から離れた地点ではバス利用者も多い。

## 事業所
2021年（令和3年）現在の経済センサス調査による事業所数と従業員数は以下の通りである。
| 丁目       | 事業所数  | 従業員数 |
| ---------- | --------- | -------- |
| 南台一丁目 | 39事業所  | 204人    |
| 南台二丁目 | 145事業所 | 989人    |
| 南台三丁目 | 156事業所 | 1,188人  |
| 南台四丁目 | 103事業所 | 346人    |
| 南台五丁目 | 93事業所  | 1,214人  |
| 計         | 536事業所 | 3,941人  |

### 事業者数の変遷
経済センサスによる事業所数の推移。
| 年                 | 事業者数 |
| ------------------ | -------- |
| 2016年（平成28年） | 520      |
| 2021年（令和3年）  | 536      |

### 従業員数の変遷
経済センサスによる従業員数の推移。
| 年                 | 従業員数 |
| ------------------ | -------- |
| 2016年（平成28年） | 3,373    |
| 2021年（令和3年）  | 3,941    |

## 施設
- 東京大学中野キャンパス（一丁目）
  - 東京大学教育学部附属中等教育学校（東大附属高・中）
- 東京消防庁中野消防署南中野出張所（二丁目）
- 中野区南中野区民活動センター・南中野地域事務所（三丁目）
- 中野区立南台図書館（三丁目）
- 中野区立南台小学校（三丁目）
- 東京都立中野特別支援学校（三丁目）
- 中野区立みなみの小学校（四丁目）
- 中野区立南中野中学校（五丁目）

## ギャラリー

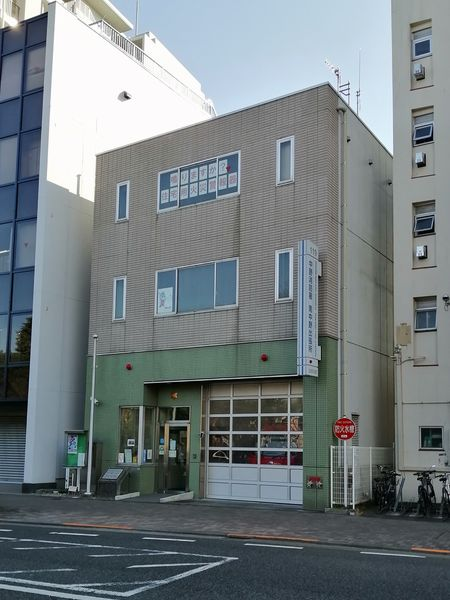
中野消防署南中野出張所
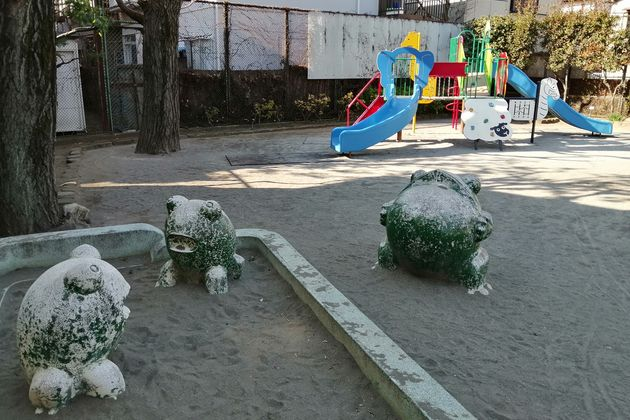
区立前原公園 カエルの造形物が特徴的

## その他

### 日本郵便
- 郵便番号 : 164-0014[3]（集配局 : 中野郵便局[15]）。